# Felimare sisalensis
Felimare sisalensis es una especie de gasterópodo nudibranquio de la familia Chromodorididae. La etimología de la especie “sisalensis” hace referencia a la localidad de Sisal, Yucatán, México. Fue considerado dentro de este género usando la última clasificación propuesta para la familia Chromodorididae.

## Nombre común
- Español: babosa de mar o nudibranquio.[1]

## Clasificación y descripción de la especie
Es de color blanco en la región dorsal, con una franja amarilla por todo el borde exterior del manto y una franja azul en el borde interior, presenta un par de líneas azules desde la base de los rinóforos hasta las branquias, éstos son retráctiles como en otras especies de la familia, de color azul.

## Distribución de la especie
Hasta el momento se le considera endémica del Banco de Campeche, México, en el arrecife de Madagascar, ubicado al noroeste del poblado de Sisal.

## Ambiente marino
Habita en arrecifes de coral.

## Estado de conservación
No se encuentra bajo ninguna categoría de riesgo.